# Humberto Daniel Gutiérrez
Humberto Daniel Gutiérrez (Tartagal, 9 de mayo de 1961 - Salta, 28 de diciembre de 1998) fue un jugador de fútbol argentino. Actuando en la posición de delantero, disputó varias temporadas de la Primera División de Argentina con diversos clubes a lo largo de la década de 1980. También representó a su país a nivel internacional, siendo medallista en los Juegos Suramericanos de 1986, el Torneo Preolímpico Sudamericano de 1988 y los Juegos Panamericanos de 1987. Falleció víctima de una pancreatitis.

## Trayectoria

### Clubes
| Club                       | País      | Año       |
| -------------------------- | --------- | --------- |
| Juventud Unida de Tartagal | Argentina | 1976-1981 |
| Atlético Ledesma           | Argentina | 1982      |
| San Martín de Tucumán      | Argentina | 1983      |
| Atlético Ledesma           | Argentina | 1983-1984 |
| San Martín de Tucumán      | Argentina | 1984-1985 |
| Vélez Sarsfield            | Argentina | 1985-1987 |
| Boca Juniors               | Argentina | 1987-1991 |
| Deportivo Morón            | Argentina | 1991-1992 |

## Selección nacional
Integró el combinado argentino que ganó la medalla de oro en los Juegos Suramericanos de 1986, fue subcampeón del Torneo Preolímpico Sudamericano de 1988 y que obtuvo la medalla de bronce en el torneo de fútbol de los Juegos Panamericanos de 1987.